# Nickback Arena
NickBack Arena är en ishall i Valbo, Gävle kommun.
Den 14 december 1999 invigdes Valbo Ishall som den 281:a ishallen i Sverige, ishallen hade då endast ståplatsläktare. Sittplatser byggdes inte förrän några år senare. Valbo Ishall bytte sedan namn till Toyotahallen och det var namnet på arenan fram till januari 2008 då en ny arenasponsor köpte namnrättigheterna och ishallen döptes om till Borr & Tång Arena. Den 28 augusti 2011 döptes arenan om igen och fick namnet NickBack Arena, eftersom Nicklas Bäckström övertog rollen som officiell sponsor för de fem kommande åren. Kapaciteten på arenan är nu 750 personer som också är publikrekordet. Rekordet togs den 8 mars 2008 mot Mariestad Bois Hockey i Playoff 3 till Allsvenska Kvalserien.